# Meandrinidae
Die Meandrinidae sind eine Familie der Steinkorallen (Scleractinia). Zu der Familie gehören fünf in der Karibik lebende Gattungen mit zwölf Arten. Zwei weitere im tropischen Pazifik lebende Arten werden traditionell in die Familie gestellt, ihre Zuordnung ist aber heute nicht mehr gesichert. Alle rezenten Gattungen der Meandrinidae leben mit Zooxanthellen in Symbiose und beziehen von ihnen den Hauptteil der benötigten Nährstoffe. Außerdem werden die ausgestorbenen Steinkorallengattungen Aulosmilia, Diploctenium, Flabellosmilia, Glenarea, Nefophyllia, Pachygyra, Phragmosmilia, Phyllosmilia und Strotogyra zu der Familie gezählt.

## Gattungen
- Karibische Gattungen mit gesicherter Zuordnung:
  - Dendrogyra Ehrenberg, 1834
  - Dichocoenia Milne-Edwards & Haime, 1848
  - Eusmilia Milne-Edwards & Haime, 1848
  - Goreaugyra Wells, 1973
  - Meandrina Lamarck, 1801
- Pazifische Gattungen mit unsicherer Zuordnung:
  - Gyrosmilia Milne-Edwards & Haime, 1851
  - Montigyra Matthai, 1928